# 聖石傳說
《聖石傳說》（英語：The Legend of The Sacred Stone）是一部2000年台灣布袋戲電影。上映前，共投資新台幣三億元及歷時三年拍攝的特殊創舉，亦為布袋戲立下一個展新的里程碑。
本片開創異業結盟的宣傳方式，堪稱是最佳的示範案例。
上映時創下國片史上首部全臺灣五家八大電影院同步首映的紀錄，初週票房統計便以新台幣二千八百萬元的全國票房收入大勝同時期的動畫強片《玩具總動員2》。然而本作最終票房表現不佳，雖然成為首支本地票房破億的臺灣電影（隨後被同年上映的臺美中港合拍電影《臥虎藏龍》超越），但1.5億新台幣的最終票房僅為製作成本的一半。

## 概述
故事劇情述說一顆天外飛來的「天問石」，居然能達成所有願望，致使掀起整個武林風暴。整個舞臺除了在雲林縣虎尾鎮片廠的拍攝作業外，還有在虎尾溪、墾丁及鹿谷的外景場面；同時，布袋戲木偶也依電影的需求而重新製作，讓螢幕表現更為逼真傳神，呈現出不同以往的風貌。

## 劇情
武林名宿素還真號召正道人士，以及三教傳人葉小釵、劍君和亂世狂刀擒捉禍源魔魁，並將之囚禁。神秘的「非善類」長期尋找失落在地球的天問石，而犯案累累。他們劫走魔魁，並追查出一個晶片。鳴劍山莊之主劍上卿，昔日遭非善類所害，家破人亡，親朋離棄。劫後餘生已成一個醜陋的怪人。從此性情孤僻，憤世嫉俗，化名「骨皮先生」，與忠僕劍衛生活在廢墟裡，暗中進行著報復行動。
由於查知只要子母二晶片，即可取得天問石，進而獲得強大無比的力量，將能逞其私願。遂指使其女劍如冰，結交俠客傲笑紅塵和素還真，透露天問石可誅魔魁之事。素還真偕青陽子赴地谷調查真相，果見非善類持一晶片欲闖關取石，雙方因而發生激鬥，素還真為救青陽子脫險，展現了高超的智慧和武技。
骨皮先生乘機奪得晶片之後，又軟硬兼施脅迫劍如冰，利用傲笑紅塵的重情重義，和素還真除魔心切，使他二人助其闖關，進入地穴，順利取出天問石。骨皮先生以為心願將成，亟思除去心中大敵素還真，乃設下殺人嫁禍之計，傲笑紅塵果然中計，投出生死狀約戰素還真。劍如冰聞知，良心愧疚，譴責其父的陰謀，並力陳大義，勸退半路攔阻的劍衛，及時化解了一場雙雄的決鬥。
此時青陽子和三傳人也佈下天網，圍捕欲奪天問石的非善類，經過幾番戰鬥，終將禍世的非善類消滅殆盡。素還真察知骨皮先生的私心，故意傳言：向天問石許願必須付出生命為代價。骨皮先生信以為真，要求其女善盡孝道，自我犧牲，許願助其恢復往日雄風以便獨霸武林。
劍如冰痛心其父之願望，與消滅非善類，維護武林和平之初衷不相符，父女因之發生衝突，忠僕劍衛為阻止主人之惡行，竟然喪生於骨皮先生手下。劍如冰見其父執迷不悟，唯恐日後遺害武林，決定與天問石同歸於盡。幸好素還真和傲笑紅塵趕到，適時阻止這場悲劇發生，骨皮先生因機謀已敗，以致心神異常，終於暴斃。武林重現平靜，傲笑紅塵對素還真也冰釋前嫌，決定退隱江湖。

## 人物角色
| 角色名稱         | 臺語配音 | 國語配音 | 日語配音   | 備註                                                                 |
| ---------------- | -------- | -------- | ---------- | -------------------------------------------------------------------- |
| 素還真           | 黃文擇   | 王偉忠   | 子安武人   | 三教授命者，絕學為紫氣東來、明聖劍法                                 |
| 傲笑紅塵         | 黃文擇   | 李宗盛   | 三木真一郎 | 方界六絃之一，因過往之事而對素還真有所芥蒂，絕學為紅塵劍法、凝水成冰 |
| 一線生           | 黃文擇   |          |            | 天下第一巧，素還真之友                                               |
| 劍如冰           | 黃文擇   | 蕭薔     | 佐藤珠緒   | 劍上卿之女                                                           |
| 青陽子           | 黃文擇   | 柯一正   | 關智一     | 玄天六陽之一 ，素還真義弟，絕學為道威無極、千里神彈                  |
| 非善類           | 黃文擇   |          | 原口晶匡   | 外星生物                                                             |
| 劍上卿／骨皮先生 | 黃文擇   |          | 石橋蓮司   | 劍如冰之父                                                           |
| 魔魁             | 黃文擇   |          |            |                                                                      |
| 葉小釵           | 黃文擇   |          |            | 三傳人之佛教傳人，素還真之友，絕學為活殺留聲、般若懺                 |
| 亂世狂刀         | 黃文擇   |          |            | 三傳人之道教傳人，素還真之友，絕學為狂龍八斬法、天地根               |
| 劍君十二恨       | 黃文擇   |          |            | 三傳人之儒教傳人，素還真之友，絕學為劍起劍落、君子風                 |
| 劍衛             | 黃文擇   |          |            | 劍上卿的家僕                                                         |
| 劍無言           |          |          |            | 劍上卿的家僕                                                         |

## 職員表
- 出品人：黃強華、黃文擇
- 監製／聲音導演：黃文擇
- 編劇／導演：黃強華
- 製片：劉麗惠、蔡融涓
- 執行導演：王嘉祥、蔡孟育
- 視覺導演：陳榮樹
- 視覺特效：太極影音科技公司
- 技術顧問：黃海岱、黃逢時
- 顧問：詹宏志
- 執行製片：趙志雄、周嘉南
- 戲劇指導：丁振清
- 美術指導：周銘信
- 音樂演出：上海交響樂團
- 木偶主演：丁振清、嚴宗裕、吳基福、林奎協、陳宗良、謝承業
- 木偶製作：徐柄桓
- 木偶造型：丁振清、郭何成
- 木偶服裝：潘宇祥、余美娟
- 攝影器材：阿榮企業公限公司
- 攝影：蔡孟育
- 燈光指導：蔡參吉、陳鐘源
- 燈光師：李豫群、蔡孟忠
- 燈光助理：黃國書
- 燈光器材：日月光影視器材有限公司
- 剪接師：蕭汝冠
- 佈景製作：東聖造景工程
- 佈景設計：周銘信、丁振清
- 製片助理：蔡淑貞、薛順寶、卓慶有
- 場記：鄭敏慧
- 視訊工程：王河文
- 爆破特效：月華祥
- 特殊道具：匯順道具公司
- 道具陳設：梁益誠、陳弘霖
- 梳妝：郭何成
- 場務：李文忠、梁勝凱、姜明佑、王政安
- 木工：蘇明進
- 電工：明昌電機有限公司
- 網站製作：創世者網路股份有限公司(E-PILI)
- 網站企劃：黃文姬、張凱雍
- 英文翻譯：王其萱、Will Mounger
- 日文翻譯：塚越西穗

## 外部連結
- 開眼電影網上《聖石傳說》的資料（繁體中文）
- 豆瓣电影上《聖石傳說》的資料 （简体中文）
- 时光网上《聖石傳說》的資料（简体中文）
- AllMovie上《聖石傳說》的资料（英文）
- 爛番茄上《聖石傳說》的資料（英文）
- 香港影庫上《聖石傳說》的資料（繁體中文）
- 互联网电影数据库（IMDb）上《聖石傳說》的资料（英文）